# Pegunungan Foja
Pegunungan Foja är en bergskedja i Indonesien.   Den ligger i provinsen Papua, i den östra delen av landet, 3 600 km öster om huvudstaden Jakarta.